# Штубов, Валентин Николаевич
Валенти́н Никола́евич Шту́бов (21 октября 1945, дер. Афонино, Великолукская область — 30 августа 2013, Нелидово, Тверская область) — советский и российский поэт.

## Биография
1964 — окончил среднюю школу. Далее служба в армии (в призывном порядке).
1969—1975 — учёба в Литературном институте имени А. М. Горького.
1996 — лауреат Всероссийского конкурса, объявленного экоцентром «Заповедники» и «Комсомольской правдой»
Работал ответственным секретарем районной газеты «Нелидовские известия».
Стихи публиковались в «Литературной России» (еженедельник), журналах «Москва», «Молодая гвардия», «Русская провинция», «Студенческий меридиан», «Техника—молодёжи», в альманахах «Поэзия», «День поэзии», «Истоки» «Тверь».
Стихи В. Штубова звучали по Всесоюзному и Всероссийскому радио, опубликованы в литературных сборниках.
Скончался 30 августа 2013 года.